# Кладруби (Тахов)
Кладруби (чеш. Kladruby) град је у Чешкој Републици. Град се налази у управној јединици Плзењски крај, у оквиру којег припада округу Тахов.

## Становништво
Према подацима о броју становника из 2014. године град је имао 1.572 становника.